# Franklin (Michigan)
Franklin é uma aldeia localizada no estado americano de Michigan, no Condado de Oakland.

## Demografia
Segundo o censo americano de 2000, a sua população era de 2937 habitantes.
Em 2006, foi estimada uma população de 2973, um aumento de 36 (1.2%).

## Geografia
De acordo com o United States Census Bureau tem uma área de 6,9 km², dos quais 6,9 km² cobertos por terra e 0,0 km² cobertos por água.

## Localidades na vizinhança
O diagrama seguinte representa as localidades num raio de 8 km ao redor de Franklin.